# Kawali (wieś w rejonie oktiabrskim)
Kawali (biał. Кавалі; ros. Ковали, Kowali; pol. hist. Kowale) – wieś na Białorusi, w obwodzie homelskim, w rejonie oktiabrskim, w sielsowiecie Oktiabrski.

## Historia
W XIX i w początkach XX w. miejscowość położona była w Rosji. Po I wojnie światowej pod administracją polską, w Zarządzie Cywilnym Ziem Wschodnich, w okręgu mińskim, w powiecie bobrujskim. W wyniku traktatu ryskiego znalazła się w granicach Związku Sowieckiego. Od 1991 w niepodległej Białorusi.